# تايلور ماك
تايلور ماك (بالإنجليزية: Taylor Mac) هو مغن مؤلف أمريكي، ولد في 24 أغسطس 1973 في كاليفورنيا في الولايات المتحدة.

## روابط خارجية
- تايلور ماك على موقع IMDb (الإنجليزية)
- تايلور ماك على موقع ميوزك برينز (الإنجليزية)
- تايلور ماك على موقع قاعدة بيانات برودواي على الإنترنت (الإنجليزية)